# Лондонська школа економіки та політичних наук
Лондонська школа економіки та політичних наук (англ. London School of Economics and Political Science, ширше відома як Лондонська школа економіки або LSE) — один зі структурних підрозділів Лондонського університету, що здійснює навчання, прикладні та теоретичні дослідження в галузі економіки.

## Загальна характеристика
Школу засновано у 1894 році, і сьогодні у ній навчаються близько 9000 студентів. Понад половини студентів — магістранти й докторанти. Іноземці складають дві третини студентів.
Школа за рейтингом журналу «Таймс вища освіта» посідає 39-те місце у світі.
Організаційно Лондонська школа економіки та політичних наук включає 21 департамент (факультет), серед яких департаменти Економічної теорії, Історії економіки, Обліку та фінансів, Менеджменту, Антропології тощо. Навчання проходить більш ніж 170 освітніми програмами. Рівень викладання за рейтингом «Таймс» становить 71 бал за 100-бальною шкалою.
На фінансування досліджень і розробок виділяється 244 млн фунтів стерлінгів, що становить 9,3 % від загального фінансування (2012). Рівень досліджень школи за рейтингом «Таймс» становить 81 бал за 100-бальною шкалою. Згідно з цим же рейтингом, рівень цитування становить 67 балів за 100-бальною шкалою.
У 1989 році LSE відкрила Літні студії Лондонської школи економіки в Лондоні, а у 2004 році — в Пекіні.

## Директори
У різний час Лондонську школу економіки та політичних наук очолювали:
- 1895—1903 роки — В. Х'юїнс
- 1903—1908 роки — сер Гелфорд Макіндер
- 1908—1919 роки — В. П. Рівс
- 1919—1937 роки — сер (пізніше лорд) В. Беверідж
- 1937—1957 роки — сер А. Карр-Саундерс
- 1957—1967 роки — сер С. Кейн
- 1967—1974 роки — сер В. Адамс
- 1974—1984 роки — лорд Ральф Дарендорф
- 1984—1989 роки — доктор Індрапрасад Патель
- 1990—1996 роки — доктор Дж. Ешворт
- 1997—2003 роки — професор (пізніше лорд) Ентоні Ґіденс
- 2003 — теперішній час — сер Ґ. Девіс.

## Знамениті представники професорсько-викладацького складу та учні
LSE має широкий список видатних учнів і викладачів — від всесвітньо відомих фахівців в галузі міжнародних дисциплін (право, дипломатія, торгівля і фінанси) до відомих акторів і музикантів, академіків, визнаних на міжнародному рівні. З-поміж них 17 лауреатів Нобелівської премії:
| Рік  | Нобелівська премія   | Галузь     |
| 1925 | Бернард Шоу          | література |
| 1950 | Ральф Банч           | мир        |
| 1950 | Бертран Рассел       | література |
| 1959 | Філіп Ноель-Бейкер   | мир        |
| 1972 | сер Джон Гікс        | економіка  |
| 1974 | Фрідріх фон Гаєк     | економіка  |
| 1977 | Джеймс Мід           | економіка  |
| 1979 | сер Артур Льюїс      | економіка  |
| 1987 | Санчес Оскар Аріас   | мир        |
| 1990 | Мертон Міллер        | економіка  |
| 1991 | Рональд Коуз         | економіка  |
| 1998 | Амартія Сен          | економіка  |
| 1999 | Роберт Манделл       | економіка  |
| 2001 | Джордж Екерлоф       | економіка  |
| 2007 | Леонід Гурвич        | економіка  |
| 2008 | Пол Кругман          | економіка  |
| 2010 | Крістофер Піссарідес | економіка  |

З листопада 2018 року науковим співробітником LSE є Валерія Гонтарєва, колишня голова Національного банку України.

### Випускники
- Левченко Юрій Володимирович — депутат Верховної Ради України. Вступив одразу після школи і вже у 2005 році, у віці 21 року, з відзнакою закінчив економічний факультет.
- Урсула фон дер Ляєн — міністр оборони Німеччини, президент Європейської комісії (з 2019 року).
- Арзу Гейбуллаєва — азербайджанська колумністка, блогерка і журналістка.